# 가야촌 (후쿠오카현)
가야촌(可也村)은 일본 후쿠오카현 이토시마군에 설치되었던 촌이다. 1955년 1월 1일 가야촌·사쿠라노촌·고후지촌·게야촌 등 4개 촌이 대등합병하여 시마촌이 신설되고 폐지되었다.